# Moldavie au Concours Eurovision de la chanson 2016
La Moldavie est l'un des quarante-deux pays participants du Concours Eurovision de la chanson 2016, qui se déroule à Stockholm en Suède. Le pays est représenté par la chanteuse Lidia Isac et sa chanson Falling Stars, sélectionnés via l'émission O Melodie Pentru Europa 2016. Le pays termine 17e en demi-finale avec 33 points et ne parvient donc pas à se qualifier pour la finale.

## Sélection
Le 13 octobre 2015, le diffuseur moldave TRM confirme sa participation à l'Eurovision 2016.

### Format
L'émission O Melodie Pentru Europa 2016 est développée par le diffuseur moldave TRM pour sélectionner l'artiste et la chanson qui représenteront la Moldavie à l'Eurovision 2016. La sélection comprenait initialement trois étapes : tout d'abord, les différentes chansons soumises au diffuseur seraient réduites à un nombre de cinquante par un panel de jury. Ensuite, ces cinquante artistes passeraient des auditions devant un jury qui réduirait ensuite le nombre de participants à vingt-quatre. Enfin, les vingt-quatre derniers participants participeraient à la sélection télévisée constituée de deux demi-finales, diffusées les 23 et 25 février 2016, et d'une finale, diffusée le 27 février 2016. Le diffuseur n'ayant cependant reçu que quarante-sept chansons, la première étape a été annulée.

### Chansons
Les chansons participant sont résumées dans le tableau suivant. Les participants Katherine & Litesound ainsi que Elle, tous deux sélectionnés après les auditions, se sont retirés de la sélection respectivement les 1er février 2016 et 16 février 2016. Ils ont été remplacés par Valentina Nejet et Vitalie Todirașcu.
| Participants aux auditions | Participants aux auditions          | Participants aux auditions  |
| #                          | Artiste                             | Chanson                     |
| -------------------------- | ----------------------------------- | --------------------------- |
| 1                          | Elle                                | Tare                        |
| 2                          | Elle                                | Extaz                       |
| 3                          | Sandy C                             | Weak for Your Love          |
| 4                          | Andrei Ioniță & Onoffrei            | Lie                         |
| 5                          | Sasha Bognibov                      | Insane (Against Corruption) |
| 6                          | Che-MD                              | Vodă e cu noi               |
| 7                          | Sasha Bognibov                      | Alone                       |
| 8                          | Artur Breeze                        | Far Away                    |
| 9                          | Ghennadi Ivanov                     | A Good Day                  |
| 10                         | Nadia Moșneagu                      | Memories                    |
| 11                         | Felicia Dunaf                       | You and Me                  |
| 12                         | Nadejda Rotaru                      | Zebra                       |
| 13                         | Emilia Russu                        | I Am Not the Same           |
| 14                         | Katherine & Litesound               | Imagine                     |
| 15                         | Chriss Jeff                         | Good Life                   |
| 16                         | Rodica & Ivan Aculov                | Stop Lying                  |
| 17                         | Big Flash Sound                     | Când vrei                   |
| 18                         | Doinița Gherman                     | Irresistible                |
| 19                         | Elena Buga                          | Nu mă-ntreba                |
| 20                         | Valeria Pașa                        | Save Love                   |
| 21                         | Elena Buga                          | The Curtain Falls           |
| 22                         | Lidia Isac                          | Falling Stars               |
| 23                         | Viola                               | In the Name of Love         |
| 24                         | Cristina Pintilie                   | Picture of Love             |
| 25                         | Vasile Muntean                      | O nouă zi                   |
| 26                         | Valentin Uzun                       | Mine                        |
| 27                         | Valentina Nejel                     | Va fi târziu                |
| 28                         | Alexandru Cibotaru                  | Dimineți împreună           |
| 29                         | Improvizații Nocturne               | Victoria                    |
| 30                         | Vitalie Todirașcu                   | Belladonna                  |
| 31                         | DoReDoS                             | FunnyFolk                   |
| 32                         | Max Fall feat. Dan Vozniuc & Malloy | Game Lover                  |
| 33                         | Maxim Zavidia                       | La La Love                  |
| 34                         | Samir Loghin                        | Nu pleca                    |
| 35                         | Serjcoston                          | Noaptea dragostei           |
| 36                         | Diana Brescan                       | Till the End                |
| 37                         | Poison Lust                         | Black Magic                 |
| 38                         | Olea Roșu                           | Vraja frumuseții            |
| 39                         | Chris Maroo                         | Tonight                     |
| 40                         | Serghei Lazarev                     | Glossă                      |
| 41                         | Priza                               | Rewind                      |
| 42                         | Rafaella                            | Hours Lost                  |
| 43                         | Nadejda Volc                        | Doru                        |
| 44                         | Mihai Radu                          | I Walk Through Fire         |
| 45                         | Beatrice                            | Saved My Heart for You      |
| 46                         | Natalia Moraru                      | Pain                        |
| 47                         | Anna Gulko                          | Never Let Go                |

| Chansons sélectionnés pour les demi-finales | Chansons sélectionnés pour les demi-finales |
| Artiste                                     | Chanson                                     |
| ------------------------------------------- | ------------------------------------------- |
| Andrei Ioniță & Onoffrei                    | Lie                                         |
| Anna Gulko                                  | Never Let Go                                |
| Beatrice                                    | Saved My Heart for You                      |
| Big Flash Sound                             | Când vrei                                   |
| Che-MD                                      | Vodă e cu noi                               |
| Chris Maroo                                 | Tonight                                     |
| Chriss Jeff                                 | Good Life                                   |
| Cristina Pintilie                           | Picture of Love                             |
| Diana Brescan                               | Till the End                                |
| Doinița Gherman                             | Irresistible                                |
| DoReDoS                                     | FunnyFolk                                   |
| Emilia Russu                                | I Am Not the Same                           |
| Felicia Dunaf                               | You and Me                                  |
| Lidia Isac                                  | Falling Stars                               |
| Max Fall feat. Dan Vozniuc & Malloy         | Game Lover                                  |
| Maxim Zavidia                               | La La Love                                  |
| Nadia Moșneagu                              | Memories                                    |
| Priza                                       | Rewind                                      |
| Rodica & Ivan Aculov                        | Stop Lying                                  |
| Valentin Uzun                               | Mine                                        |
| Valentina Nejel                             | Va fi târziu                                |
| Valeria Pașa                                | Save Love                                   |
| Viola                                       | In the Name of Love                         |
| Vitalie Todirașcu                           | Belladonna                                  |

### Émissions

#### Demi-finales
Les demi-finales ont eu lieu les 23 et 25 février 2016. Lors de chacune d'elles, douze artistes participent et huit sont qualifiés en finale. Sept d'entre eux sont qualifiés grâce à un vote composé pour moitié du télévote et pour l'autre moitié du vote d'un jury composé de neuf jurés. Le huitième est choisi par un tour supplémentaire de télévote parmi les cinq artistes restants.
De manière analogue à l'Eurovision, chaque juré attribue 1 à 8 puis 10 et 12 points à ses dix chansons préférées. Celui qui reçoit le plus de points de l'ensemble des jurés reçoit alors les 12 points du jury ; le deuxième 10 points ; le troisième 8 points, etc. Le télévote attribue également 12 points à celui ayant reçu le plus de voix, etc.

##### Première demi-finale
- Chansons qualifiées par le vote du jury et le télévote
- Chanson qualifiée par le télévote seul

| #  | Artiste         | Chanson             | Jury | Télévote | Télévote | Total | Place |
| #  | Artiste         | Chanson             | Jury | Voix     | Points   | Total | Place |
| -- | --------------- | ------------------- | ---- | -------- | -------- | ----- | ----- |
| 1  | Doinița Gherman | Irresistible        | 10   | 442      | 7        | 17    | 3     |
| 2  | Valentina Nejel | Va fi târziu        | 3    | 142      | 2        | 5     | 9     |
| 3  | Valeria Pașa    | Save Love           | 12   | 188      | 5        | 17    | 2     |
| 4  | Emilia Russu    | I Am Not the Same   | 5    | 151      | 3        | 8     | 8     |
| 5  | Che-MD          | Vodă e cu noi       | 1    | 505      | 8        | 9     | 7     |
| 6  | Chris Maroo     | Tonight             | 0    | 99       | 1        | 1     | 12    |
| 7  | Valentin Uzun   | Mine                | 0    | 508      | 10       | 10    | 6     |
| 8  | Chriss Jeff     | Good Life           | 4    | 30       | 0        | 4     | 10    |
| 9  | DoReDoS         | FunnyFolk           | 8    | 331      | 6        | 14    | 4     |
| 10 | Viola           | In the Name of Love | 6    | 178      | 4        | 10    | 5     |
| 11 | Maxim Zavidia   | La La Love          | 7    | 689      | 12       | 19    | 1     |
| 12 | Priza           | Rewind              | 2    | 13       | 0        | 2     | 11    |

| Irresistible        | 4  | 7  | 5  | 10 | 10 | 10 | 7  | 10 | 10 | 73  | 10 |
| Va fi târziu        | 3  | 4  | 1  | 3  | 2  | 5  | –  | 8  | 6  | 32  | 3  |
| Save Love           | 10 | 12 | 12 | 12 | 12 | 12 | 10 | 12 | 12 | 104 | 12 |
| I Am Not the Same   | 1  | 6  | 6  | 5  | 1  | 3  | 1  | 7  | 7  | 37  | 5  |
| Vodă e cu noi       | –  | 3  | 2  | 2  | –  | 2  | 6  | 5  | 3  | 23  | 1  |
| Tonight             | –  | –  | –  | –  | –  | –  | –  | –  | –  | 0   | 0  |
| Mine                | 6  | 1  | 4  | –  | 4  | 1  | 2  | 1  | 2  | 21  | 0  |
| Good Life           | 5  | 2  | 3  | 1  | 5  | 7  | 4  | 4  | 5  | 36  | 4  |
| FunnyFolk           | 12 | 8  | 8  | 4  | 8  | 8  | 12 | –  | –  | 60  | 8  |
| In the Name of Love | 7  | 10 | 7  | 6  | 6  | 4  | 5  | 2  | 1  | 48  | 6  |
| La La Love          | 8  | 5  | 10 | 8  | 7  | 6  | 8  | 3  | 4  | 59  | 7  |
| Rewind              | 2  | –  | –  | 7  | 3  | –  | 3  | 6  | 8  | 29  | 2  |

##### Deuxième demi-finale
- Chansons qualifiées par le vote du jury et le télévote
- Chanson qualifiée par le télévote seul

| #  | Artiste                             | Chanson                | Jury | Télévote | Télévote | Total | Place |
| #  | Artiste                             | Chanson                | Jury | Voix     | Points   | Total | Place |
| -- | ----------------------------------- | ---------------------- | ---- | -------- | -------- | ----- | ----- |
| 1  | Rodica & Ivan Aculov                | Stop Lying             | 4    | 1 041    | 10       | 14    | 5     |
| 2  | Lidia Isac                          | Falling Stars          | 5    | 1 425    | 12       | 17    | 1     |
| 3  | Cristina Pintilie                   | Picture of Love        | 7    | 402      | 7        | 14    | 4     |
| 4  | Diana Brescan                       | Till the End           | 1    | 263      | 4        | 5     | 9     |
| 5  | Max Fall feat. Dan Vozniuc & Malloy | Game Lover             | 8    | 579      | 8        | 16    | 3     |
| 6  | Andrei Ioniță & Onoffrei            | Lie                    | 6    | 160      | 2        | 8     | 7     |
| 7  | Felicia Dunaf                       | You and Me             | 2    | 302      | 5        | 7     | 8     |
| 8  | Nadia Moșneagu                      | Memories               | 10   | 322      | 6        | 16    | 2     |
| 9  | Big Flash Sound                     | Când vrei              | 12   | 74       | 0        | 12    | 6     |
| 10 | Anna Gulko                          | Never Let Go           | 0    | 94       | 1        | 1     | 12    |
| 11 | Beatrice                            | Saved My Heart for You | 0    | 227      | 3        | 3     | 11    |
| 12 | Vitalie Todirașcu                   | Belladonna             | 3    | 29       | 0        | 3     | 10    |

| Stop Lying             | 5  | 4  | 5  | 2  | 4  | 8  | 7  | 2  | 5  | 42 | 4  |
| Falling Stars          | 6  | 6  | 2  | 5  | 6  | 6  | 8  | 5  | 7  | 51 | 5  |
| Picture of Love        | 8  | 8  | 7  | 7  | 8  | 7  | 5  | –  | 12 | 62 | 7  |
| Till the End           | 4  | –  | –  | –  | –  | 3  | 4  | 3  | 6  | 20 | 1  |
| Game Lover             | 10 | 10 | 8  | 6  | 12 | 10 | 10 | 1  | 4  | 71 | 8  |
| Lie                    | 3  | 5  | 12 | 12 | 7  | 4  | 3  | 7  | 2  | 55 | 6  |
| You and Me             | 1  | 3  | 4  | 3  | 2  | 2  | 2  | 4  | 3  | 24 | 2  |
| Memories               | 7  | 12 | 10 | 8  | 5  | 5  | 6  | 12 | 10 | 75 | 10 |
| Când vrei              | 12 | 7  | 6  | 10 | 10 | 12 | 12 | 6  | –  | 75 | 12 |
| Never Let Go           | –  | 2  | 3  | 1  | –  | –  | 1  | 10 | 1  | 18 | 0  |
| Saved My Heart for You | –  | –  | –  | –  | 1  | –  | –  | –  | –  | 1  | 0  |
| Belladonna             | 2  | 1  | 1  | 4  | 3  | 1  | –  | 8  | 8  | 28 | 3  |

#### Finale
La finale a eu lieu le 27 février 2016. Les seize participants encore en lice sont départagés par le même système de vote que lors des demi-finales, à ceci près que le jury compote onze et non plus neuf jurés. La gagnante est Lidia Isac avec sa chanson Falling Stars. Elles représenteront donc la Moldavie à l'Eurovision 2016.
| #  | Artiste                             | Chanson             | Jury | Télévote | Télévote | Total | Place |
| #  | Artiste                             | Chanson             | Jury | Voix     | Points   | Total | Place |
| -- | ----------------------------------- | ------------------- | ---- | -------- | -------- | ----- | ----- |
| 1  | Valentin Uzun                       | Mine                | 0    | 2,481    | 6        | 6     | 8     |
| 2  | Maxim Zavidia                       | La La Love          | 7    | 2,573    | 7        | 14    | 5     |
| 3  | Doinița Gherman                     | Irresistible        | 3    | 2,004    | 3        | 6     | 7     |
| 4  | Lidia Isac                          | Falling Stars       | 8    | 8,362    | 12       | 20    | 1     |
| 5  | Big Flash Sound                     | Când vrei           | 5    | 328      | 0        | 5     | 9     |
| 6  | Che-MD                              | Vodă e cu noi       | 0    | 609      | 0        | 0     | 16    |
| 7  | Andrei Ioniță & Onoffrei            | Lie                 | 1    | 290      | 0        | 1     | 12    |
| 8  | Cristina Pintilie                   | Picture of Love     | 10   | 2,631    | 8        | 18    | 2     |
| 9  | Nadia Moșneagu                      | Memories            | 0    | 673      | 1        | 1     | 13    |
| 10 | Rodica & Ivan Aculov                | Stop Lying          | 0    | 2,021    | 4        | 4     | 10    |
| 11 | Emilia Russu                        | I Am Not the Same   | 0    | 142      | 0        | 0     | 15    |
| 12 | Viola                               | In the Name of Love | 2    | 440      | 0        | 2     | 11    |
| 13 | DoReDoS                             | FunnyFolk           | 6    | 8,287    | 10       | 16    | 4     |
| 14 | Max Fall feat. Dan Vozniuc & Malloy | Game Lover          | 4    | 1,972    | 2        | 6     | 6     |
| 15 | Valeria Pașa                        | Save Love           | 12   | 2,185    | 5        | 17    | 3     |
| 16 | Felicia Dunaf                       | You and Me          | 0    | 386      | 0        | 0     | 14    |

| Détail du vote des jurys | Détail du vote des jurys | Détail du vote des jurys | Détail du vote des jurys | Détail du vote des jurys | Détail du vote des jurys | Détail du vote des jurys | Détail du vote des jurys | Détail du vote des jurys | Détail du vote des jurys | Détail du vote des jurys | Détail du vote des jurys | Détail du vote des jurys | Détail du vote des jurys |
| Chanson                  | I. Mahovici              | V. Barbas                | A. Marian                | B. Cremene               | G. Voinovan              | I. Brătescu              | S. Gozun                 | P. Gamurari              | I. Razza                 | L. Știrbu                | A. Moon                  | Total                    | Points                   |
| ------------------------ | ------------------------ | ------------------------ | ------------------------ | ------------------------ | ------------------------ | ------------------------ | ------------------------ | ------------------------ | ------------------------ | ------------------------ | ------------------------ | ------------------------ | ------------------------ |
| Mine                     | –                        | –                        | –                        | –                        | –                        | 1                        | 7                        | 8                        | 1                        | –                        | –                        | 17                       | 0                        |
| La La Love               | 8                        | –                        | 8                        | 6                        | 4                        | 3                        | 4                        | 5                        | 10                       | 10                       | 8                        | 66                       | 7                        |
| Irresistible             | –                        | 1                        | –                        | 4                        | 10                       | 5                        | 5                        | 4                        | 4                        | 7                        | 3                        | 43                       | 3                        |
| Falling Stars            | 7                        | 5                        | 1                        | 1                        | 7                        | 8                        | 10                       | –                        | 6                        | 12                       | 10                       | 67                       | 8                        |
| Când vrei                | 2                        | 3                        | 10                       | 12                       | 12                       | 2                        | 6                        | 3                        | 2                        | –                        | 5                        | 57                       | 5                        |
| Vodă e cu noi            | –                        | –                        | –                        | –                        | –                        | –                        | –                        | –                        | –                        | –                        | –                        | 0                        | 0                        |
| Lie                      | –                        | –                        | 12                       | 8                        | 2                        | –                        | –                        | –                        | –                        | –                        | 6                        | 28                       | 1                        |
| Picture of Love          | 12                       | 12                       | 3                        | 2                        | 1                        | 7                        | 3                        | 10                       | 12                       | 8                        | 4                        | 74                       | 10                       |
| Memories                 | 5                        | 8                        | 5                        | 3                        | –                        | –                        | –                        | –                        | 5                        | –                        | –                        | 26                       | 0                        |
| Stop Lying               | –                        | 4                        | –                        | –                        | –                        | 4                        | 2                        | 1                        | 3                        | 6                        | –                        | 20                       | 0                        |
| I Am Not the Same"       | –                        | –                        | –                        | –                        | –                        | –                        | –                        | –                        | –                        | 5                        | –                        | 5                        | 0                        |
| In the Name of Love      | 6                        | 6                        | –                        | –                        | 3                        | 6                        | –                        | 2                        | 8                        | 4                        | –                        | 35                       | 2                        |
| FunnyFolk                | 4                        | 2                        | 2                        | 10                       | 5                        | 12                       | 8                        | 6                        | –                        | 3                        | 7                        | 59                       | 6                        |
| Game Lover               | 3                        | 7                        | 4                        | 5                        | 6                        | 10                       | –                        | 7                        | –                        | 2                        | 2                        | 46                       | 4                        |
| Save Love                | 10                       | 10                       | 7                        | 7                        | 8                        | –                        | 12                       | 12                       | 7                        | 1                        | 12                       | 86                       | 12                       |
| You and Me               | 1                        | –                        | 6                        | –                        | –                        | –                        | 1                        | –                        | –                        | –                        | 1                        | 9                        | 0                        |

## À l'Eurovision
La Moldavie participe à la première demi-finale, le 10 mai 2016. Arrivé 17e avec 33 points, le pays ne s'est pas qualifié pour la finale.